# Všeradov
Všeradov (en allemand : Wscheradau) est une commune du district de Chrudim, dans la région de Pardubice, en République tchèque. Sa population s'élevait à 143 habitants en 2022.

## Géographie
Všeradov se trouve à 6 km au sud-ouest du centre de Hlinsko, à 23 km au sud-sud-est de Chrudim, à 33 km au sud-sud-est de Pardubice et à 107 km à l'est-sud-est de Prague.
La commune est limitée par Vysočina au nord, par Vítanov à l'est, par Ždírec nad Doubravou au sud et à l'ouest.

## Histoire
La première mention écrite de la localité date de 1730.

## Administration
La commune se compose de trois sections :
- Všeradov
- Jasné Pole
- Milesimov

## Galerie

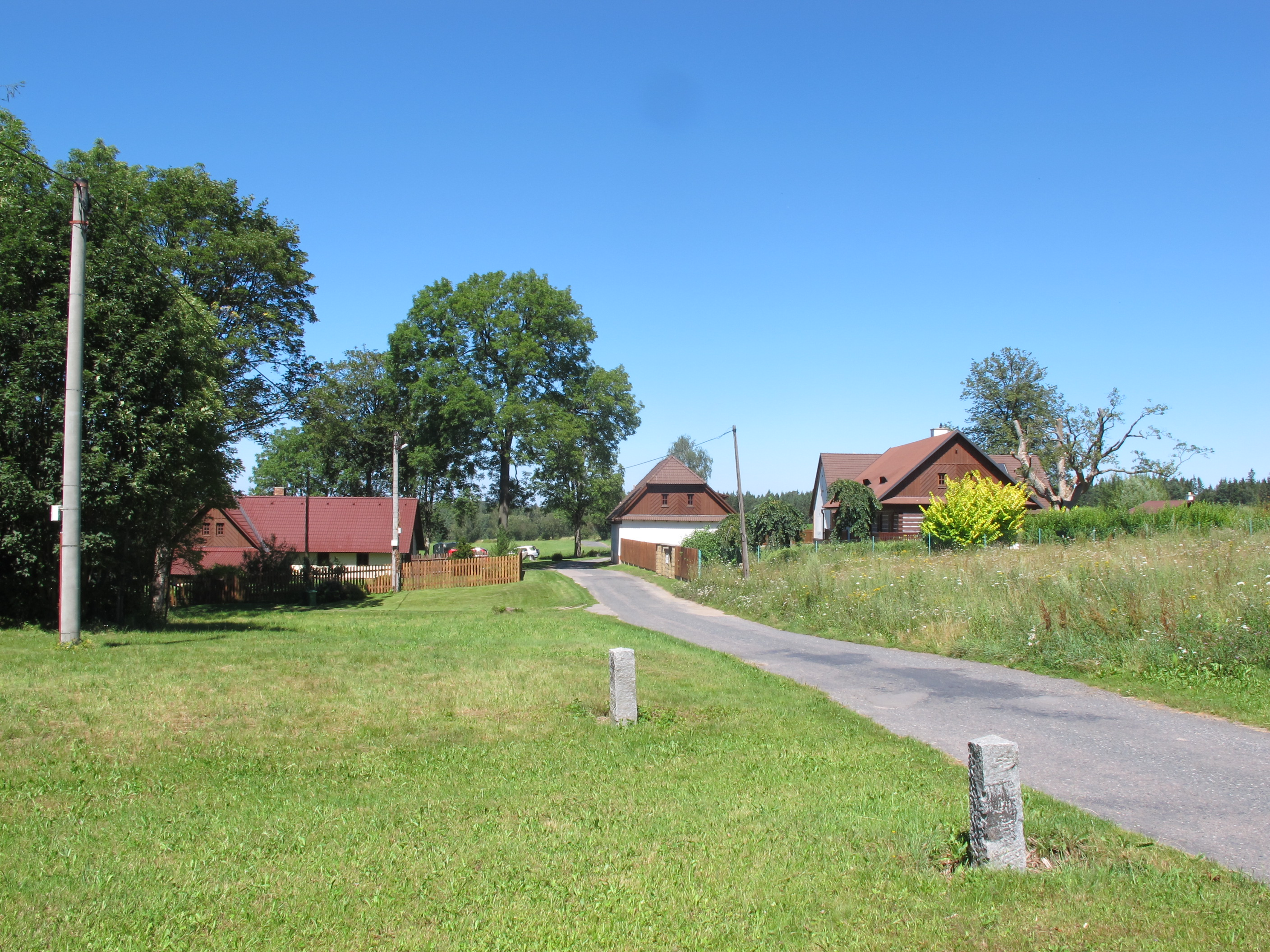
Všeradov.
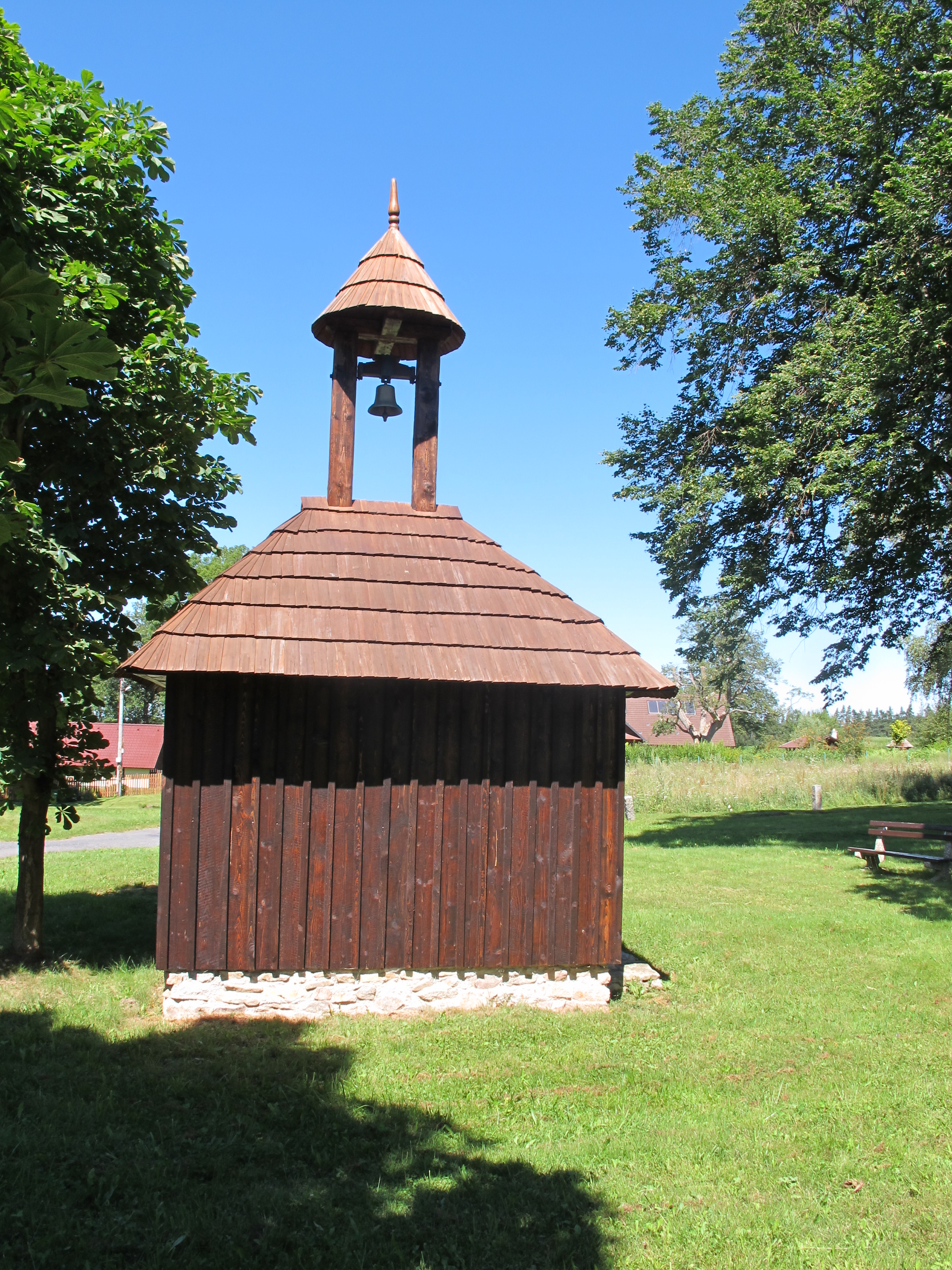
Cloche à Všeradov.

## Transports
Par la route, Všeradov se trouve à 7 km de Hlinsko, à 18 km de Chrudim, à 37 km de Pardubice et à 144 km de Prague. 